# أندريه بورجوازي
أندريه بورجوازي هو محامي وسياسي بلجيكي، ولد في 7 مارس 1928 في بلجيكا، وتوفي في 18 أكتوبر 2015 في غنت في بلجيكا. حزبياً، نشط في الحزب الديمقراطي المسيحي الفلمنكي. وقد انتخب عضو مجلس الشيوخ البلجيكي وانتخب عضو مجلس النواب من بلجيكا.